# Keita Balde
Keita Balde Diao (Arbucias, Gerona, España, 8 de marzo de 1995) es un futbolista senegalés que juega en la posición de delantero y milita en la A. C. Monza de la Serie A.

## Trayectoria

### Inicios
Nacido en Arbucias, Gerona, hijo de padres senegaleses, es primo del también futbolista Ibrahima Baldé. Jugó en el C. F. Palautordera, club de la provincia de Barcelona, Keita fue reclutado por la cantera del F. C. Barcelona. En 2010 fue con las categorías inferiores del Fútbol Club Barcelona a Catar para un torneo, donde hizo una broma a un compañero que le costó su puesto en el club.
Como castigo, el Barcelona lo cedió al U. E. Cornellà, sin importar la reputación que Keita se había ganado en el filial. La cesión significaba que el Cornellà se quedaba con una fracción de sus derechos. Después de una temporada Keita había marcado 47 goles en el filial del Cornellà. Keita descartó la opción de volver al Barcelona, lo que atrajo el interés del Real Madrid y del Manchester United.

### Etapa profesional
El verano de 2011 firmó con el club italiano S. S. Lazio por 300 000 euros, de los cuales el 10% fue para Cornellà. No podía jugar partidos oficiales con la Lazio por un año, así que tuvo que esperar a que se le concediera la nacionalidad española y el pasaporte europeo que eran necesarios para que el club pudiera registrarlo en el primer equipo. A pesar de eso, impresionó en el torneo filial Karol Wojtyla, donde anotó seis goles en cuatro partidos.
Pasó la temporada 2012-13 jugando con la filial del Lazio y entrenando con el primer equipo. Fue seleccionado por Vladimir Petković para sentarse en la banca durante los últimos partidos de la temporada, pero no alcanzó a debutar con el primer equipo.
En la temporada siguiente fue promovido al primer equipo debutando en la victoria 3-0 ante el Chievo Verona en el Estadio Olímpico de Roma entrando en los últimos minutos a cambio de Luis Pedro Cavanda. Seis días después, debutó en la Liga Europea de la UEFA en la victoria 1-0 contra el Legia de Varsovia dando la asistencia al único gol marcado por el equipo, anotado por Hernanes.
El 30 de agosto de 2017 fue traspasado al A. S. Monaco F. C. por un total de 32 millones de euros.
El 13 de agosto de 2018 el Inter de Milán anunció su llegada como cedido por una temporada con opción de compra. Los italianos no ejercieron la opción de compra y regresó al club monegasco.
El 30 de septiembre de 2020 regresó nuevamente a Italia para jugar una temporada como cedido en la U. C. Sampdoria.
El 31 de agosto de 2021 abandonó definitivamente la entidad monegasca y firmó por el Cagliari Calcio, donde estuvo una temporada. Entonces siguió su carrera en Rusia, fichando a finales de agosto por el F. C. Spartak de Moscú.
El 1 de septiembre de 2023 regresó a España después de ser cedido con opción de compra al R. C. D. Espanyol. Dicha opción no se hizo efectiva y se marchó tras haber ayudado al equipo a ascender a la Primera División. Tampoco volvió a Moscú, ya que club y jugador acordaron la rescisión de su contrato. Entonces fichó por el Sivasspor turco a mediados del mes de agosto. Marcó un gol en once encuentros y antes de acabar el año dejó el equipo. Terminó la campaña en la A. C. Monza, conjunto al que se incorporó en febrero.

## Estadísticas

### Clubes
Actualizado al último partido jugado el 24 de mayo de 2025.
| Club                           | Div.          | Temporada     | Liga  | Liga  | Copas nacionales | Copas nacionales | Copas internacionales | Copas internacionales | Total | Total | Media goleadora |
| Club                           | Div.          | Temporada     | Part. | Goles | Part.            | Goles            | Part.                 | Goles                 | Part. | Goles | Media goleadora |
| ------------------------------ | ------------- | ------------- | ----- | ----- | ---------------- | ---------------- | --------------------- | --------------------- | ----- | ----- | --------------- |
| S. S. Lazio · Italia           | 1.ª           | 2013-14       | 25    | 5     | 2                | 0                | 8                     | 1                     | 35    | 6     | 0,17            |
| S. S. Lazio · Italia           | 1.ª           | 2014-15       | 23    | 1     | 6                | 3                | ―                     | ―                     | 29    | 4     | 0,14            |
| S. S. Lazio · Italia           | 1.ª           | 2015-16       | 31    | 4     | 1                | 0                | 7                     | 1                     | 39    | 5     | 0,13            |
| S. S. Lazio · Italia           | 1.ª           | 2016-17       | 31    | 16    | 3                | 0                | ―                     | ―                     | 34    | 16    | 0,47            |
| S. S. Lazio · Italia           | Total club    | Total club    | 110   | 26    | 12               | 3                | 15                    | 2                     | 137   | 31    | 0,23            |
| A. S. Monaco F. C. Francia     | 1.ª           | 2017-18       | 23    | 8     | 4                | 0                | 6                     | 0                     | 33    | 8     | 0,24            |
| A. S. Monaco F. C. Francia     | 1.ª           | 2018-19       | ―     | ―     | 1                | 0                | ―                     | ―                     | 1     | 0     | 0               |
| Inter de Milán · Italia        | 1.ª           | 2018-19       | 24    | 5     | 0                | 0                | 5                     | 0                     | 29    | 5     | 0,17            |
| Inter de Milán · Italia        | Total club    | Total club    | 24    | 5     | 0                | 0                | 5                     | 0                     | 29    | 5     | 0,17            |
| A. S. Monaco F. C. Francia     | 1.ª           | 2019-20       | 21    | 4     | 5                | 4                | ―                     | ―                     | 26    | 8     | 0,31            |
| A. S. Monaco F. C. Francia     | Total club    | Total club    | 44    | 12    | 10               | 4                | 6                     | 0                     | 60    | 16    | 0,27            |
| U. C. Sampdoria · Italia       | 1.ª           | 2020-21       | 25    | 7     | 1                | 0                | ―                     | ―                     | 26    | 7     | 0,27            |
| U. C. Sampdoria · Italia       | Total club    | Total club    | 25    | 7     | 1                | 0                | 0                     | 0                     | 26    | 7     | 0,27            |
| Cagliari Calcio · Italia       | 1.ª           | 2021-22       | 26    | 3     | 0                | 0                | ―                     | ―                     | 26    | 3     | 0,12            |
| Cagliari Calcio · Italia       | Total club    | Total club    | 26    | 3     | 0                | 0                | 0                     | 0                     | 26    | 3     | 0,12            |
| F. C. Spartak de Moscú · Rusia | 1.ª           | 2022-23       | 12    | 3     | 4                | 1                | ―                     | ―                     | 16    | 4     | 0,25            |
| F. C. Spartak de Moscú · Rusia | 1.ª           | 2023-24       | 2     | 0     | 1                | 0                | ―                     | ―                     | 3     | 0     | 0               |
| F. C. Spartak de Moscú · Rusia | Total club    | Total club    | 14    | 3     | 5                | 1                | 0                     | 0                     | 19    | 4     | 0,21            |
| R. C. D. Espanyol · España     | 2.ª           | 2023-24       | 22    | 0     | 2                | 0                | ―                     | ―                     | 24    | 0     | 0               |
| R. C. D. Espanyol · España     | Total club    | Total club    | 22    | 0     | 2                | 0                | 0                     | 0                     | 24    | 0     | 0               |
| Sivasspor Turquía              | 1.ª           | 2024-25       | 11    | 1     | 0                | 0                | ―                     | ―                     | 11    | 1     | 0,09            |
| Sivasspor Turquía              | Total club    | Total club    | 11    | 1     | 0                | 0                | 0                     | 0                     | 11    | 1     | 0,09            |
| A. C. Monza · Italia           | 1.ª           | 2024-25       | 11    | 2     | ―                | ―                | ―                     | ―                     | 11    | 2     | 0,18            |
| A. C. Monza · Italia           | Total club    | Total club    | 11    | 2     | 0                | 0                | 0                     | 0                     | 11    | 2     | 0,18            |
| Total carrera                  | Total carrera | Total carrera | 287   | 59    | 30               | 8                | 26                    | 2                     | 343   | 69    | 0,2             |

## Palmarés

### Títulos internacionales
| Título                    | Club (*)             | Sede    | Año  |
| ------------------------- | -------------------- | ------- | ---- |
| Copa Africana de Naciones | Selección de Senegal | Camerún | 2021 |

(*) Incluyendo la selección.